# Psimon
Psimon es un supervillano de cómic ficticio de DC Comics creado por George Pérez y Marv Wolfman. Apareció por primera vez en New Teen Titans #3 (enero de 1981) como uno de los miembros fundadores de los Cinco Temibles, que se convirtieron en enemigos frecuentes de los Jóvenes Titanes, Superman, y los Outsiders.

## Biografía del personaje ficticio
El físico Dr. Simon Jones estaba trabajando en experimentos de contactar con otras dimensiones cuando fue contactado a su vez por el demonio Trigon el Terrible, el padre de la superheroína Titán conocida como Raven. Trigon usó sus habilidades para transformar a Jones en un poderoso psíquico con poderes telepáticos y telequinéticos, y le dio la misión de destruir la Tierra. Encontrando un anuncio del supervillano psicópata el Doctor Luz en la Estrella del Submundo, un periódico clandestino criminal, Jones, ahora llamándose Psimon, se unió al nuevo grupo de Luz, los Cinco Temibles. Psimon usurpó el papel de Luz como el líder del equipo durante su primera batalla contra los Jóvenes Titanes, en el cual él telepáticamente plantó la sugerencia en sus mentes de matar a la Liga de la Justicia. El plan fracasó, sin embargo, y los Cinco fueron derrotados.
En New Teen Titans #5 (marzo de 1981), Trigon, cada vez más impaciente con la falta de progreso de Psimon, desterró a su siervo psíquico a otra dimensión. En New Teen Titans #7 (mayo de 1981) los miembros restantes de los Cinco atacaron a los Titanes en su nueva sede, la Torre de los Titanes, y usaron su transmisor tridimensional para regresar a su compañero para ellos, pero fueron encarcelados posteriormente.
El compañero de Psimon Gizmo finalmente sacó al equipo de la cárcel, y Psimon, ahora actuando como líder del equipo, llevó a los Cinco a secuestrar a la Dra. Helga Jace para obligarla a hacerles un ejército de "Hombres de Barro" para ayudarles en sus batallas. Sin embargo, fueron de nuevo derrotados, esta vez por las fuerzas combinadas de Batman, los Outsiders, y los Jóvenes Titanes.
Psimon más tarde se alió con el viajero dimensional inmortal conocido como Monitor durante el evento seminal de 1985 conocido como Crisis on Infinite Earths. Durante esto, el resto de los Cinco, al sentirse traicionados por Psimon, se volvieron contra él, al parecer matándolo. En la continuidad Pre-Crisis, Brainiac y el Lex Luthor de la Tierra 1 salvó a Psimon de los Demonios de la Sombra de Anti-Monitor y lo reclutó para su ejército de villanos, tomando la Tierra 4, S y X. Él comenzó a sospechar de los planes de los dos villanos y, sabiendo que iban a tomar los mundos para sí mismos una vez que los héroes y villanos fueran aniquilados, atacaron a los dos. Al parecer destruyó a Brainiac y fue a terminar con Luthor, sólo para que su cerebro sea despegado por un Brainiac recreado en una de las muertes sorpresa más brutales de la historia.
Más tarde apareció con vida, cortando una ola de destrucción a través de otro sistema estelar lejos de la Tierra, devastando los planetas de Kallas y Talyn (sede de Jarras Minion). Regresó a la Tierra para vengarse de los que le habían hecho daño. Encontrando a sus excompañeros Mammoth y Shimmer es un monasterio tibetano, habiendo renunciado a una vida de crimen, él los atacó, conduciendo una lanza por la cabeza de Mammoth y convirtiendo a Shimmer en vidrio y luego rompiéndola. Cuando encontró a Gizmo, encogió al diminuto inventor a un tamaño subatómico. Luego atacó y torturó psíquicamente a los Jóvenes Titanes, pero fue derrotado y puesto bajo la custodia de la fuerza policial interestelar conocida como los Darkstars, y luego encarcelado en el prisión de metahumanos conocida como la Losa.
Psimon estuvo presente durante los motines de "La última risa", iniciados por el Joker en el crossover de 2001-2002  Joker: Last Laugh. En Outsiders Vol. 3 #6 (enero de 2004), logró diseñar una fuga masiva de prisión y escapar cuando el líder de culto Hermano Sangre se había apoderado de la prisión en un intento de activar un sistema global de satélite.
Psimon después se unió con el archienemigo frecuente del Capitán Marvel, el Dr. Sivana, quien, en una historia en Outsiders #12 -15 (julio-octubre de 2004), liberó a los excompañeros de Psimon, Mammoth, Gizmo, y Jinx de la prisión, y fue capaz de restaurar correctamente la forma destrozada de Shimmer, regresándola a la vida. A pesar de la persistente animosidad entre Psimon y Mammoth, Sivana puso al equipo a trabajar para él en un plan para vender en corto las acciones de Lexcorp haciendo que roben sus cuentas de su edificio corporativo en Metrópolis, y luego hacer bajar las acciones matando a toda la gente en el edificio, y destruir otras dos propiedades de LexCorp. En el último de los dos, una fábrica de procesadores de microchip del subsidiario de Lexcorp, Kellacor, Los Cinco fueron confrontados por los Outsiders. Después de escapar, los poco sofisticados criminalmente Cinco instaron a Sivana a tomar una fábrica de misiles nucleares de Lexcorp cerca de Joshua Tree, California. Cuando Sivana se negó, Psimon afirmó que la tomarían de todos modos, y en respuesta, Sivana mató a Gizmo con un rayo láser a la cabeza, y cortó las relaciones con los cuatro restantes, advirtiéndoles que los matará si alguna vez se cruzan en su camino de nuevo . Los Cinco decidieron iniciar el plan ellos mismos, pero fueron derrotados en su plan para tomar las instalaciones y disparar un misil nuclear en Canadá. Mammoth fue devuelto a la prisión de metahumanos en la Isla de Alcatraz, pero Psimon y los demás continuaban prófugos.
Más recientemente, Psimon fue visto entre la nueva Liga de la Injusticia y fue uno de los villanos que aparecen en Salvation Run. Exiliado a un nuevo mundo salvaje, intentó convencer a sus compañeros super-villanos que escapar era imposible y, procedió a establecer planes para comenzar una nueva civilización. Fue interrumpido por el Joker, que lo asesinó rompiendo la cúpula que alberga su cerebro y golpeándola repetidamente con una piedra.

### New 52
Un niño con la capacidad de matar a la gente con su mente aparece en Teen Titans #16. En su primera aparición, mata a todos en una cafetería por mera frustración. Más tarde, fue visto en medio de una calle, matando a un conductor que le gritó, cuando Trigon se materializa en el medio del cielo. En la siguiente batalla entre Trigon y los Jóvenes Titanes, Trigon comenta los poderes del muchacho. Cuando los refuerzos policiales aparecen y disparan hacia la escena de la batalla, mata a toda la tropa. Al ver esto, Chico Bestia lo aprieta, resultando en ambos ellos anulando los poderes de cada uno y quedando inconscientes.

## Personalidad y habilidades
Siendo un sádico sediento de poder arrogante, Psimon no siempre mata a sus víctimas, pero prefiere inculcarle a sus oponentes miedo. Una vez intentó, por ejemplo, disparar un misil nuclear en Canadá, simplemente porque pensó que aterrorizaría al mundo.
Psimon posee poderosas habilidades telepáticas y telequinéticas. Con su telepatía, él puede leer mentes, apoderarse de las mentes de otras personas para obligarlas a cumplir sus órdenes, emitir ilusiones telepáticas para que él o los demás puedan parecer otra persona. Su telequinesis le permite mover objetos, y puede incluso afectar a los objetos grandes en su presencia pero fuera de su línea de visión, como cuando hizo que un techo caiga sobre el Outsider Nightwing. Los dispositivos conocidos como amortiguadores psíquicos pueden ser utilizados para prohibirle usar sus poderes, ya sea haciendo que use uno, como se había hecho cuando fue encarcelado en la Losa, o al ser usado por una víctima potencial, aunque Psimon puede anular la efectividad del amortiguador al entrar en contacto físico con la víctima, en concreto colocando sus manos sobre la cabeza de la víctima.

## Otras versiones
En la realidad alternativa de la historia "Flashpoint", Psimon está encarcelado en la prisión militar del Mal como compañero de celda de Calavera Atómica.
En Smallville, el Dr. Simon Jones/Psimon hace una aparición como un experimento pasado de LuthorCorp conducido por Lex Luthor para su programa de supersoldados: el Proyecto ARES Psimon hace un alboroto en Metrópolis hasta que es detenido por Superman y Impulse, y encarcelado en Stryker's

## En otros medios

### Televisión
- En la serie animada Los jóvenes titanes, Psimon aparece en la 5 ª temporada como uno de los reclutas de la Hermandad del Mal. Fue elegido para atacar a Raven y atraparla en otra dimensión para la Hermandad del Mal. Lo consigue debido a la interferencia de Kyd Wykkyd (quien, mientras que Raven estaba bloqueada en un punto muerto con Psimon, se coló por detrás de Raven y la atrapó, metiéndola de una patada al portal que Psimon creó posteriormente). Pero, al parecer, Raven se escapa como aparece para rescatar a Chico Bestia. Él es derrotado por el Heraldo y Raven en la batalla final y congelado por Más y Menos. Nota: A pesar de que nadie se anotó para darle voz, ha gruñido dos veces: después que Raven lo golpeó contra el suelo y cuando Heraldo lo pateó al inicio de la batalla final.

- Psimon aparece en Young Justice episodio "Despojado", con la voz de Alan Tudyk. A menudo, al dar órdenes mentales dirá "Psimon dice...." a quien esté intentando controlar. Estaba en colaboración con el gobierno bialyano estudiando una esfera extraterrestre que fue enviada de otro mundo. Psimon era responsable de extinguir los recuerdos del equipo cuando estaban en una misión en Bialya. Cuando Psimon trató de borrar la mente de Miss Martian una vez más, ambos terminan en una batalla mental. Con la ayuda de Superboy después de restaurar sus recuerdos, Miss Martian logra derrotar a Psimon y mandarlo  a volar. Psimon más tarde le informa a la Luz (la Junta directiva del Proyecto Cadmus) en su fracaso con la esfera y recapturar a Superboy. L-4 de la Luz revela sin embargo que la operación puede ser considerada un éxito dado que el compañero más nuevo de la Luz tiene un sistema de entrega operativo que les envió la esfera extraterrestre. En "Imagen", Psimon trabaja con Abeja Reina en lavarle el cerebro a Rumaan Harjavti para que le entregue a Qurac a Abeja Reina. Miss Martian alcanza a Psimon que usa sus ataques mentales para causar que Miss Martian se convierta en su verdadera forma siendo un Marciano Blanco. Cuando Robin, Kid Flash, y Superboy llegan, Psimon hace que a la forma de marciano blanco de Miss Martian le dé una explosión cerebral antes de terminar en otra batalla mental como Psimon bucea en la mente de Miss Martian para ver que su mayor temor sería que la Liga de la Justicia y el equipo descubran que ella es en realidad un Marciano Blanco (específicamente Superboy, que dice "¿Amarte? ¡Ni siquiera puedo mirarte!") y ser expulsada de nuevo a Marte. Miss Martian luego vuelve las mareas contra Psimon en cólera y lo derrota, dejándolo babeando en el suelo. Aunque Psimon fue derrotado, la información que Psimon aprendió de Miss Martian de alguna manera fue dada a Abeja Reina. En "Debajo", Psimon sale de su estado catatónico y ayuda a Mammoth, Shimmer, Icicle Jr., y Devastación a vigilar un cargamento de niños fugitivos que han de ser entregados al Compañero de la Luz. Psimon sabe que Batman está fuera del planeta en ese momento. Cuando Batgirl hace su infiltración, Psimon la noquea con un ataque psíquico que le permite a los otros villanos capturar a Batgirl. Cuando Miss Martian se infiltra en la nave disfrazada de Shimmer, Psimon fácilmente la identifica y le notifica a los otros villanos. Miss Martian y Psimon terminan en una lucha psíquica. Con la ayuda de Bumblebee, Miss Martin logra derrotar a Psimon. En "Verdaderos colores", Vándalo Salvaje pide prestado a Psimon para ayudar a Manta Negra a regresar la mente de Aqualad a la normalidad. En "Arreglado", Psimon intenta trabajar en Aqualad hasta que resultó que Tigress le ha drogado con una fórmula hecha por Sportsmaster. Psimon la ataca hasta que se derrumba a la llegada de Manta Negra.

### Videojuegos
- Psimon aparece como jefe en el videojuego Young Justice: Legacy, con la voz de Jeff Bennett. Él aparece durante una misión en Gotham City. A pesar de estar en estado vegetativo debido a los eventos de la primera temporada, Enigma utiliza un dispositivo para controlar la mente de Psimon y atrapar las mentes de Nightwing y otros héroes mientras investigaba el Circo de Haly. Los héroes se enfrentan a Psimon en su mundo mental, derrotándolo con el fin de liberarse de su control. Nightwing descubre su cuerpo y la científica secuestrada Helena Sandsmark, descubriendo las maquinaciones de Enigma en cuestión.